# 280號州際公路 (紐澤西州)
280號州際公路（Interstate 280，簡稱I-280）是美國州際公路系統的一部分，為80號州際公路的輔助線，長17.85英里（28.73）。全線位於紐澤西州境內，從莫里斯郡的帕希波尼鎮開始自80號州際公路分出，往東南方向行進，在穿越花園州收費公路之後不遠處便進入紐華克，隨後終止於I-95／紐澤西收費公路，並可以連接到荷蘭隧道進入紐約市。280號州際公路別稱為「艾塞克斯高速公路」（Essex Expressway）。

## 路線
280號州際公路在帕希波尼-特洛依丘鎮自80號州際公路分出，向東南方行進切過瓦彰山，在10號出口後進入奧蘭治市區。市區段的高速公路為凹下式的設計，因此許多市區道路必須經由平面高架橋的方式跨越I-280。在紐華克與花園州公園大道交叉之後，I-280在13號出口由十線道減為六線道。這個四線設計並於內側車道出入的交流道原本是為了預留給與75號紐澤西州道連接，在當時有預先建造立體交流道，但後來因計畫改變而拆除，現在僅為一個簡單的丁字型出入口。
280號州際公路東向路段轉為高架並在跨越13號出口交流道後與西向路段重新會合，隨後繼續以高架的形式跨越第一接、奧蘭治街、紐華克輕軌、與凹下化的莫里斯鎮線鐵路（前德拉瓦拉卡瓦那與西部鐵路主線），之後降低至平面並與莫里斯線北側平行前往紐華克市中心，途中先降低以通過克里夫頓街與內思彼特街，隨後高架通過High Street、Broad Street、以及21號紐澤西州道。在經過與21號州道複雜的交流道之後，I-280經由1949年通車的威廉·A·史帝考紀念大橋跨越百賽克河進入哈里遜（Harrison）。
280號州際公路在哈里遜繼續沿著鐵路北側行進，在Kearny鎮邊界前往東北前往終點。17號出口交流道連接了508號郡道，這條郡道可以通往荷蘭隧道。I-280在紐澤西收費公路西線的15W出口交流道結束，部份交流道亦可通往東線以前往林肯隧道。